# Concoret

Concoret este o comună în departamentul Morbihan, Franța. În 1 ianuarie 2022 avea o populație de 765 de locuitori.